# روبن (مونتير)
روبن (بالإنجليزية: Ruben)‏ هو مونتير هندي، ولد في 15 نوفمبر 1986 في كومباكونام في الهند.

## وصلات خارجية
- روبن على موقع IMDb (الإنجليزية)
- روبن على موقع قاعدة بيانات الفيلم (الإنجليزية)